# Chocksajt
En chocksajt är en webbplats som är avsedd att vara kränkande, äckligt och/eller störande för sina tittare, som innehåller material av höga chockvärden som också anses osmakligt och rått, och är i allmänhet av en pornografisk, skatologisk, extremt våldsam, kränkande, sårande, präglad av svordomar eller annat grovt språk, eller på annat sätt av provocerande natur. Vissa chocksajter visar en enda bild, animation, videoklipp eller ett litet galleri, och ofta skickas runt via e-post eller förkläs i inlägg på diskussionssidor som en bluff i ett försök att lura användare att följa länken till hemsidan (en typ av lockpris). 
De flesta chocksajter är endast webbplatser som öppet visar material som vissa kommer att betrakta som störande eller motbjudande, såsom pornografi och fetischer.
Vissa chocksajter har också fått sina egna subkulturer och blivit internetfenomen på egen hand. Goatse.cx presenterade en sida ägnad åt fan-inskickade konstverk och hyllningar till webbplatsens hello.jpg,  och en parodi på bilden visades omedvetet vid en nyhetssändning på BBC som ett alternativ för den då nyligen presenterade logotypen för de olympiska sommarspelen 2012. En chockvideo känd som 2 Girls 1 Cup blev också snabbt ett internetfenomen, med videor av reaktioner, hyllningar och parodier som allmänt postades på videotjänster som Youtube.

## Exempel på chocksajter

### Goatse.cx
Goatse.cx var en av de mest kända chocksajterna som visar en bild av en man som sträcker ut sitt anus med händerna. Webbplatsen innehöll en sida tillägnad åt fan-inskickade konstverk och hyllningar till platsen, och en parodi på bilden visades också vid en nyhetssändning på BBC som ett alternativ till den då nyligen presenterade logotypen för de olympiska sommarspelen 2012.
Sajten stängdes ner 2004, men olika speglingar som visar bilden existerar fortfarande.

### 2 Girls 1 Cup
2 Girls 1 Cup är en ökänd chocksajt/viral video porträtterande koprofili och emetofili med två kvinnor som bajsar i en kopp, konsumerar avföringen och kräks in i varandras munnar. Sajten har rönt en hel del uppmärksamhet på internetforum och videosajter, lekandes med olika reaktionsvideor och parodier t.ex. låtar och animerade versioner. Bland dessa finns en video som visar reaktionerna från popgruppen New Kids on the Block, och komikern Joe Rogans reaktion på klippet och en parodi video med John Mayer. Videon förekom även i episoder av VH1:s Best Week Ever, Family Guy, Tosh.0, och The Inbetweeners. Violet Blue, en författare, beskrev denna webbplats som att den blir "den nya 'tubgirl' och goatse allt i ett motbjudande ögonblick av choco-poo-kärlek" i en artikel i San Francisco Chronicle.

### Lemonparty
Lemonparty.org består av en bild som visar tre äldre nakna män i en säng som kysses och har oralsex. Sången If You Wanna Be Happy med Jimmy Soul spelas i bakgrunden. Bilden har nämnts på vissa tv-program, till exempel i en skiss på Talkshow med Spike Feresten, och dialog om Archer, The Simpsons, The Cleveland Show och 30 Rock. Webbplatsen har också beskrivits av Jimmy Fallon på radioprogrammet Opie and Anthony, på Chelsea Handlers TV-program Chelsea Lately, Michael J. Nelson från RiffTrax.com under RiffTrax för Avatar, av Jon Stewart på The Daily Show och American Dad. 30 Rock på NBC har gjort två anspelningar till ett "Lemon party."

### Tubgirl
Tubgirl är en omdirigering till en bild som innehåller en maskerad, naken kvinna liggande i ett badkar, med höjda skinkor med benen över huvudet, skjuteande en fontän av orange/gul vätska (påstås vara resultatet av en apelsinjuicelavemang) från hennes anus på hennes ansikte. Inför lanseringen av tubgirl.com, förekom bilden i artikeln "Fecal Japan" på rotten.com hävdandes att ämnet är populärt i Japan, och i en San Francisco Chronicle-artikel författad av Violet Blue, som samt vara föremål för ett skämt från Gizmodo.